# 覚王山通
覚王山通（かくおうざんとおり）は、愛知県名古屋市千種区の町名。現行行政地名は覚王山通7丁目から覚王山通9丁目。住居表示未実施。

## 概要
名古屋市千種区中央部に位置し、東は末盛通、西は池下二丁目・春岡一丁目、南は桐林町・菊坂町・丘上町、北は池下二丁目・池下町・堀割町・山門町に接する。
町域は広小路通の沿線である。現在は池下交差点から覚王山交差点までを町域とする。東端の覚王山交差点で広小路通から分かれて北東方向に伸びる道が、町名の由来である覚王山日泰寺へ続く参道となっている。
かつては中央本線の東から覚王山交差点までにかけてを町域とし、1 - 9丁目で構成されていた。住居表示実施に伴い、1 - 6丁目は消滅している。

## 歴史

### 町名の由来
日泰寺（成立当時は日暹寺）の山号、覚王山に由来する。

### 沿革
- 1935年（昭和10年）11月5日 - 東区千種町字西裏、字北畑、字元古井、字内山、字今池新田、字一ノ神、字仲田、字池下・田代町字小坂下の各一部より、同区覚王山通が成立[6][7]。
- 1936年（昭和11年）3月1日 - 千種町の一部を編入[7]。
- 1937年（昭和12年）10月1日 - 東区の一部より千種区が新設され、千種区所属となる[7]。
- 1945年（昭和20年）9月20日 - 田代町の一部を編入[7]。
- 1948年（昭和23年）3月1日 - 田代町の一部を編入[7]。
- 1979年（昭和54年）5月5日 - 1 - 3丁目の一部が今池一 - 二丁目となる[8][9]。
- 1980年（昭和55年）11月23日 - 1 - 7丁目の一部が今池一 - 二・四 - 五丁目、内山三丁目、仲田二丁目、池下一丁目、春岡一丁目となる[10][11]。
- 1984年（昭和59年）5月5日 - 3丁目の残部全部を今池五丁目へ、7丁目の一部を春岡一丁目へ編入[12][13]。

## 世帯数と人口
2019年（平成31年）1月1日現在の世帯数と人口は以下の通りである。
| 町丁     | 世帯数  | 人口    |
| -------- | ------- | ------- |
| 覚王山通 | 831世帯 | 1,320人 |

### 人口の変遷
国勢調査による人口の推移。
| 1995年（平成7年）  | 1,133人 |  |  |
| 2000年（平成12年） | 1,648人 |  |  |
| 2005年（平成17年） | 1,571人 |  |  |
| 2010年（平成22年） | 1,491人 |  |  |
| 2015年（平成27年） | 1,345人 |  |  |

### 世帯数の変遷
国勢調査による世帯数の推移。
| 1995年（平成7年）  | 581世帯 |  |  |
| 2000年（平成12年） | 901世帯 |  |  |
| 2005年（平成17年） | 938世帯 |  |  |
| 2010年（平成22年） | 908世帯 |  |  |
| 2015年（平成27年） | 839世帯 |  |  |

## 学区
市立小・中学校に通う場合、学校等は以下の通りとなる。また、公立高等学校に通う場合の学区は以下の通りとなる。
| 丁目          | 番・番地等 | 小学校               | 中学校               | 高等学校 |
| ------------- | ---------- | -------------------- | -------------------- | -------- |
| 覚王山通7丁目 | 全域       | 名古屋市立高見小学校 | 名古屋市立若水中学校 | 尾張学区 |
| 覚王山通8丁目 | 全域       | 名古屋市立田代小学校 | 名古屋市立城山中学校 | 尾張学区 |
| 覚王山通9丁目 | 全域       | 名古屋市立田代小学校 | 名古屋市立城山中学校 | 尾張学区 |

## 施設

### 7丁目
- チカシン池下

### 8丁目

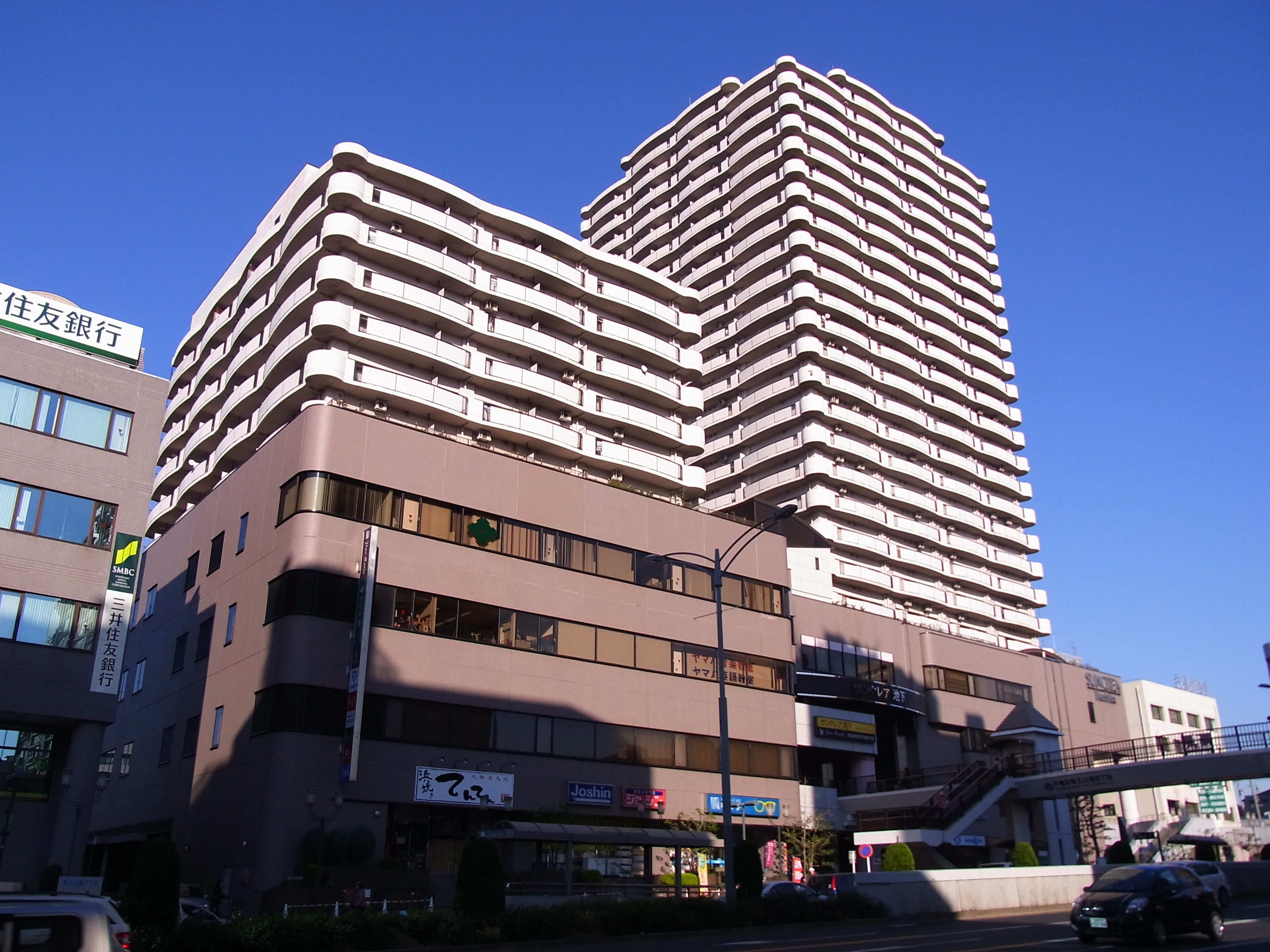
サンクレア池下
  - パレマルシェ池下店
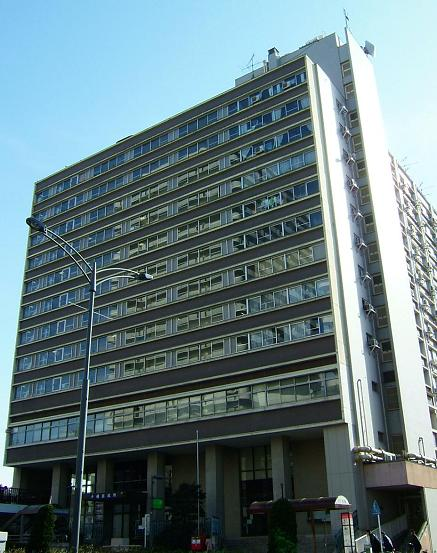
千種区役所 - 1937年（昭和12年）千種区の発足後、覚王山通5丁目に置かれた仮庁舎を経て、1940年（昭和15年）現在地に移転[14]。1970年（昭和45年）1月に保健所と水道業務所を併設した総合庁舎が竣工[14]。地下3階から地上3階までが区役所等庁舎として区役所と保健センターが業務を行い、地上4階から12階までがURによる賃貸住宅が入居する[WEB 13]。また、老朽化により改築が計画されており、地下1階から9階までが区役所等庁舎（区役所のほか、保健センター、土木事務所、多目的室等）、地上11階から20階までがURによる賃貸住宅が入居する新庁舎となる予定である[WEB 13]。名古屋市図書館が策定している「なごやアクティブ・ライブラリー構想」による蔵書1万冊から4万冊規模のスマートライブラリーが設置される計画も示されている[15]。
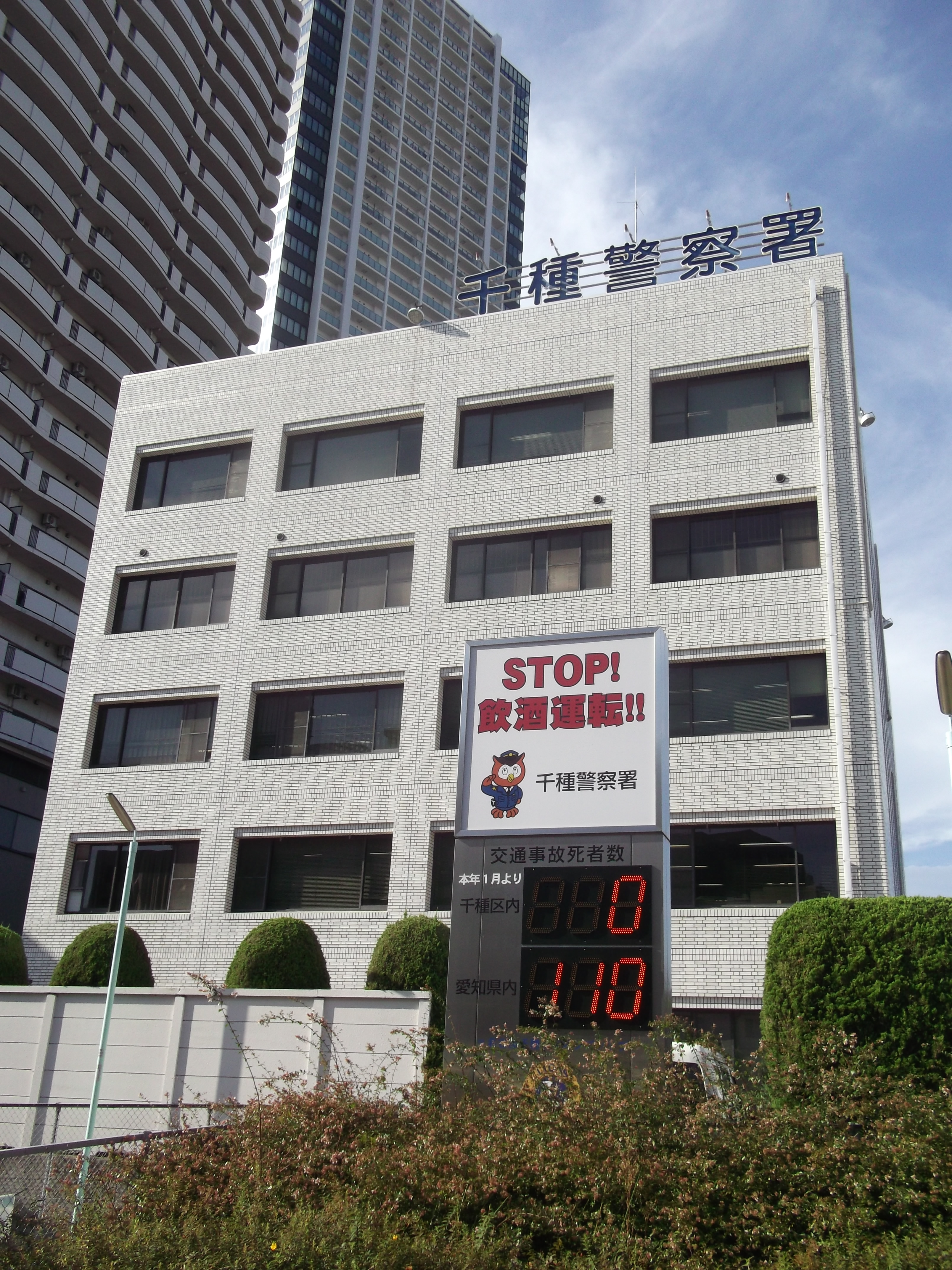
千種警察署
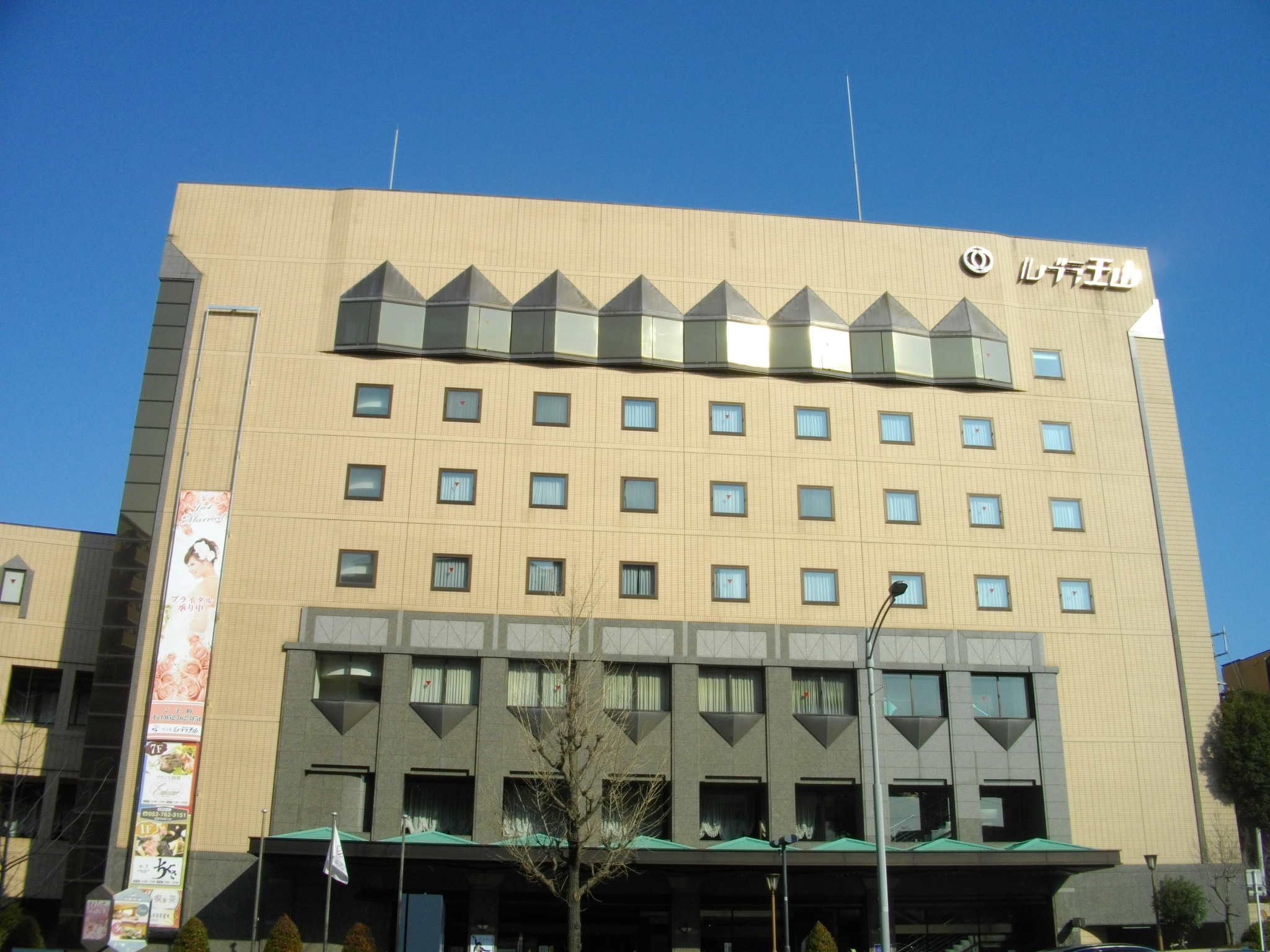
ホテルルブラ王山
- 名古屋税理士会

- サンクレア池下
- 千種区役所
- 千種警察署
- ルブラ王山

### 9丁目
- 名古屋覚王山郵便局 -  1927年（昭和2年）5月16日、郵便物集配事務を取り扱わない三等郵便局の名古屋覺王山郵便局として東区田代町において業務を開始[16]。
- 三菱UFJ銀行覚王山支店
- 名古屋銀行覚王山支店
- 名古屋市消防局千種消防署覚王山出張所
- 覚王山スバル座 - かつて営業していた映画館。

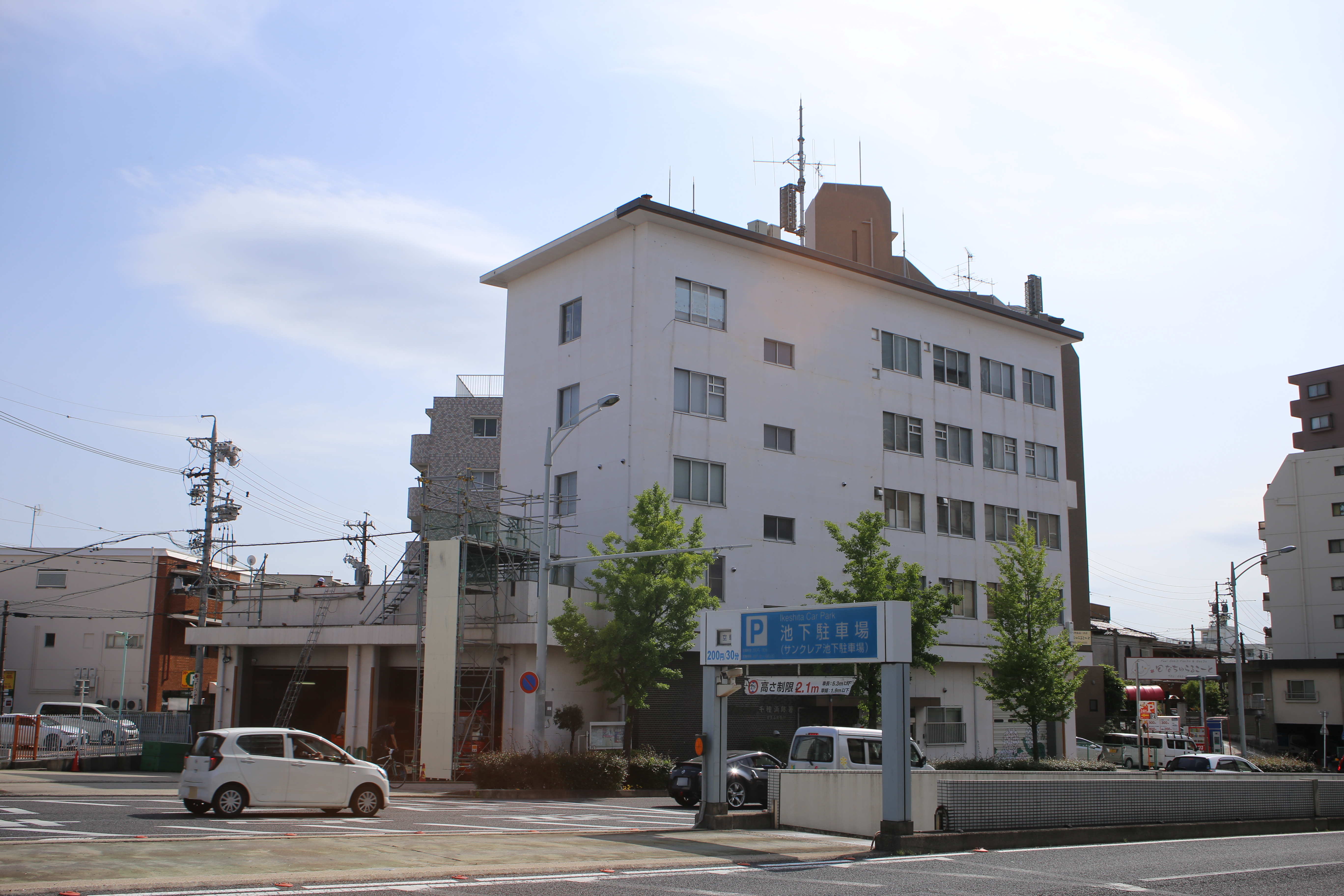
千種消防署覚王山出張所
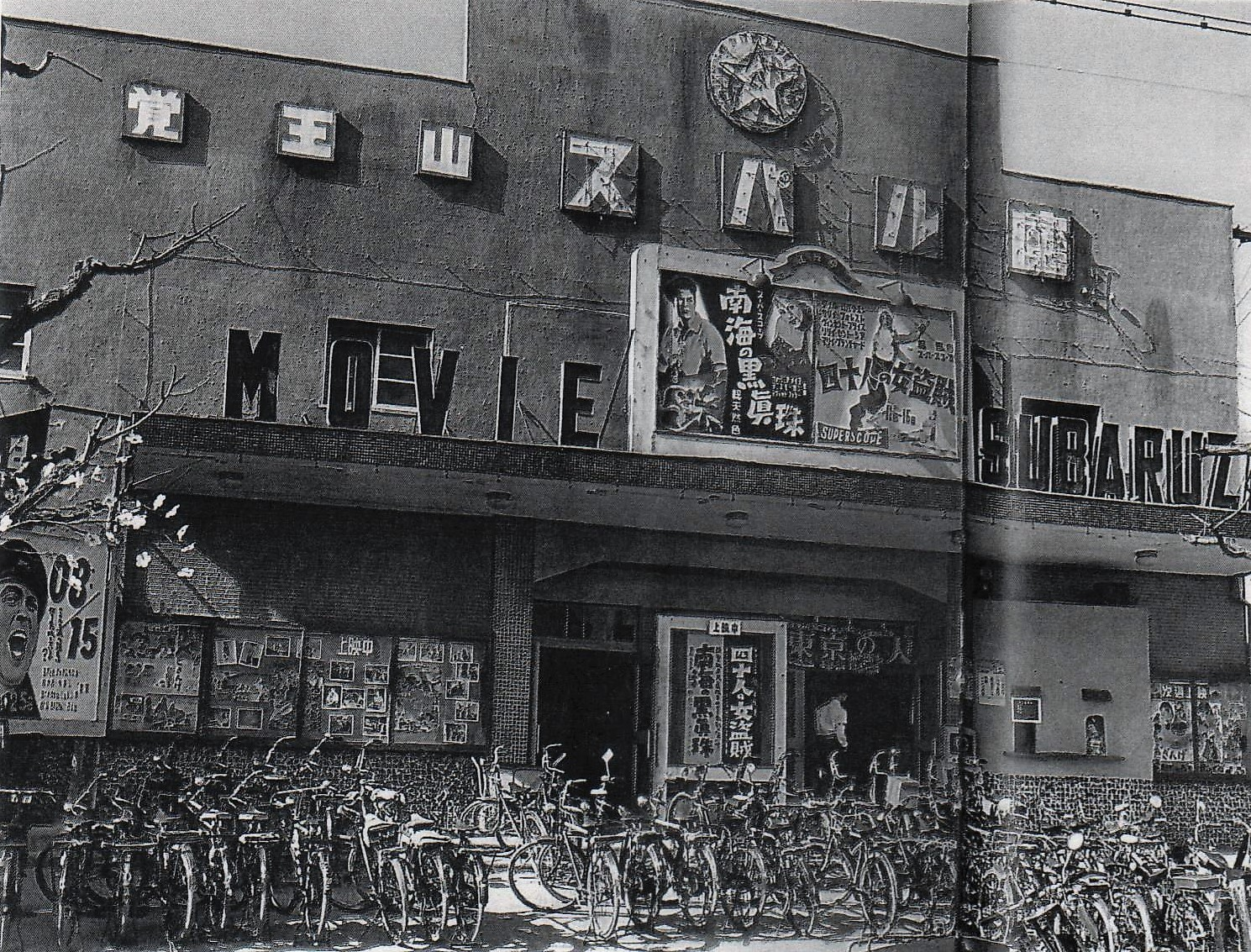
覚王山スバル座

## 交通

### 鉄道
- 名古屋市営地下鉄東山線 池下駅

### 道路
- 広小路通（愛知県道60号名古屋長久手線）

## その他

### 日本郵便
- 郵便番号 : 464-0841[WEB 3]（集配局：千種郵便局[WEB 14]）。

### WEB
1. ↑  “愛知県名古屋市千種区の町丁・字一覧”.   人口統計ラボ. 2016年1月29日閲覧。
2. 1 2  “町・丁目(大字)別、年齢(10歳階級)別公簿人口(全市・区別)”.   名古屋市 (2019年1月23日). 2019年1月23日閲覧。
3. 1 2  “郵便番号”.  日本郵便. 2019年1月6日閲覧。
4. ↑  “市外局番の一覧”.   総務省. 2019年1月6日閲覧。
5. ↑  “千種区の町名一覧”.   名古屋市 (2015年10月21日). 2019年1月12日閲覧。
6. 1 2  総務省統計局 (2014年3月28日). “平成7年国勢調査の調査結果(e-Stat) - 男女別人口及び世帯数 －町丁・字等” (CSV). 2021年7月20日閲覧。
7. 1 2  総務省統計局 (2014年5月30日). “平成12年国勢調査の調査結果(e-Stat) - 男女別人口及び世帯数 －町丁・字等” (CSV). 2021年7月20日閲覧。
8. 1 2  総務省統計局 (2014年6月27日). “平成17年国勢調査の調査結果(e-Stat) - 男女別人口及び世帯数 －町丁・字等” (CSV). 2021年7月21日閲覧。
9. 1 2  総務省統計局 (2012年1月20日). “平成22年国勢調査の調査結果(e-Stat) - 男女別人口及び世帯数 －町丁・字等” (CSV). 2021年7月21日閲覧。
10. 1 2  総務省統計局 (2017年1月27日). “平成27年国勢調査の調査結果(e-Stat) - 男女別人口及び世帯数 －町丁・字等” (CSV). 2021年7月21日閲覧。
11. ↑  “市立小・中学校の通学区域一覧”.   名古屋市 (2018年11月10日). 2019年1月14日閲覧。
12. ↑  “平成29年度以降の愛知県公立高等学校（全日制課程）入学者選抜における通学区域並びに群及びグループ分け案について”.   愛知県教育委員会 (2015年2月16日). 2019年1月14日閲覧。
13. 1 2  “千種区役所改築の概要” (PDF).   名古屋市. 2021年6月26日閲覧。
14. ↑  郵便番号簿 平成29年度版 - 日本郵便. 2019年01月06日閲覧 (PDF)

### 書籍・新聞
1. ↑  角川書店 1992, p. 99.
2. 1 2  「角川日本地名大辞典」編纂委員会 1989, p. 1464.
3. ↑  千種区制施行50周年記念事業実行委員会 1987, p. 143,147.
4. ↑  千種区制施行50周年記念事業実行委員会 1987, p. 143–145,147,150.
5. ↑  千種区婦人郷土史研究会 1983, p. 153.
6. ↑  千種区制施行50周年記念事業実行委員会 1987, pp. 138–139.
7. 1 2 3 4 5  角川書店 1992, p. 726.
8. ↑  千種区制施行50周年記念事業実行委員会 1987, pp. 143–145.
9. ↑  角川書店 1992, p. 725.
10. ↑  千種区制施行50周年記念事業実行委員会 1987, pp. 143–144, 147.
11. ↑  角川書店 1992, p. 725–727.
12. ↑  千種区制施行50周年記念事業実行委員会 1987, pp. 143–144, 150.
13. ↑  角川書店 1992, p. 725–726.
14. 1 2  千種区制施行50周年記念事業実行委員会 1987, p. 164.
15. ↑  「図書館再編に反発の声　市が方針案 運営効率化で規模縮小も」『中日新聞 朝刊 市民版』2021年7月9日、12面。2021年7月10日閲覧。
16. ↑  「逓信省告示第千百六十二號」『官報』第108号、内閣印刷局、307頁、1927年5月12日。NDLJP:2956568/6。